# Vice Vukov
Vinko « Vice » Vukov, né le 3 août 1936 à Šibenik et mort le 24 septembre 2008, est un chanteur, éditorialiste et homme politique croate.
Il est notamment connu pour avoir représenté la Yougoslavie à deux reprises au Concours Eurovision de la chanson, en 1963 à Londres avec la chanson Brodovi et en 1965 à Naples avec la chanson Čežnja,.

## Discographie

### Album studio
- 1971 : Mirno teku rijeke